# Kardinal Offishall
Cet article concerne un chanteur canadien. Pour un single sorti en 2021, voir Offishal.
Jason D. Harrow, connu sous le nom de Kardinal Offishall, né le 12 mai 1976 à Scarborough (intégrée à Toronto depuis 1988), est un chanteur de ragga-dancehall, rappeur et producteur canadien d'origine jamaïcaine.

## Biographie
À l'âge de 12 ans, il rappe et rencontre Nelson Mandela alors que celui-ci visitait Toronto.
En 1993, il se produit indépendamment sous le nom de scène de "KoolAid", qu'il remplacera alors par "Kardinal Offishall", en référence au Cardinal Richelieu.
À 20 ans, il signe un premier contrat de distribution avec Warner Chappell Music Canada. Son premier album est Eye & I (en 1997), distribué par Capitol Hill Music ; puis il signe avec MuchMusic l'album On Wit Da Show l'année suivante.
En 2001, avec l'album Quest for Fire: Firestarter, Vol. 1 signé par MCA Record, il entre dans les hits[réf. nécessaire], avec les singles BaKardi Slang et Ol'time killin. Il est alors disque d'or dans son pays.
Son album Quest for Fire: Firestarter, Vol. 2 invitant Pharrell dans le single et la vidéo "Belly Dancer" le fait remarquer par Timbaland et The Neptunes, qui produisent la mixtape intitulée Kill Bootcold Bill en 2004.
Il produit ensuite l'album Ice Cold de Choclair, certifié or.
En 2008, il sort son albumNot 4 Sale, incluant le single Dangerous avec Akon.
Kardinal avait déjà coopéré dans l'album Konvicted de Akon en 2006 avec le single Rush.
Kardinal est de retour avec un nouveau single Turn It Up Feat. Karl Wolf